# Sten-Åke Cederhök

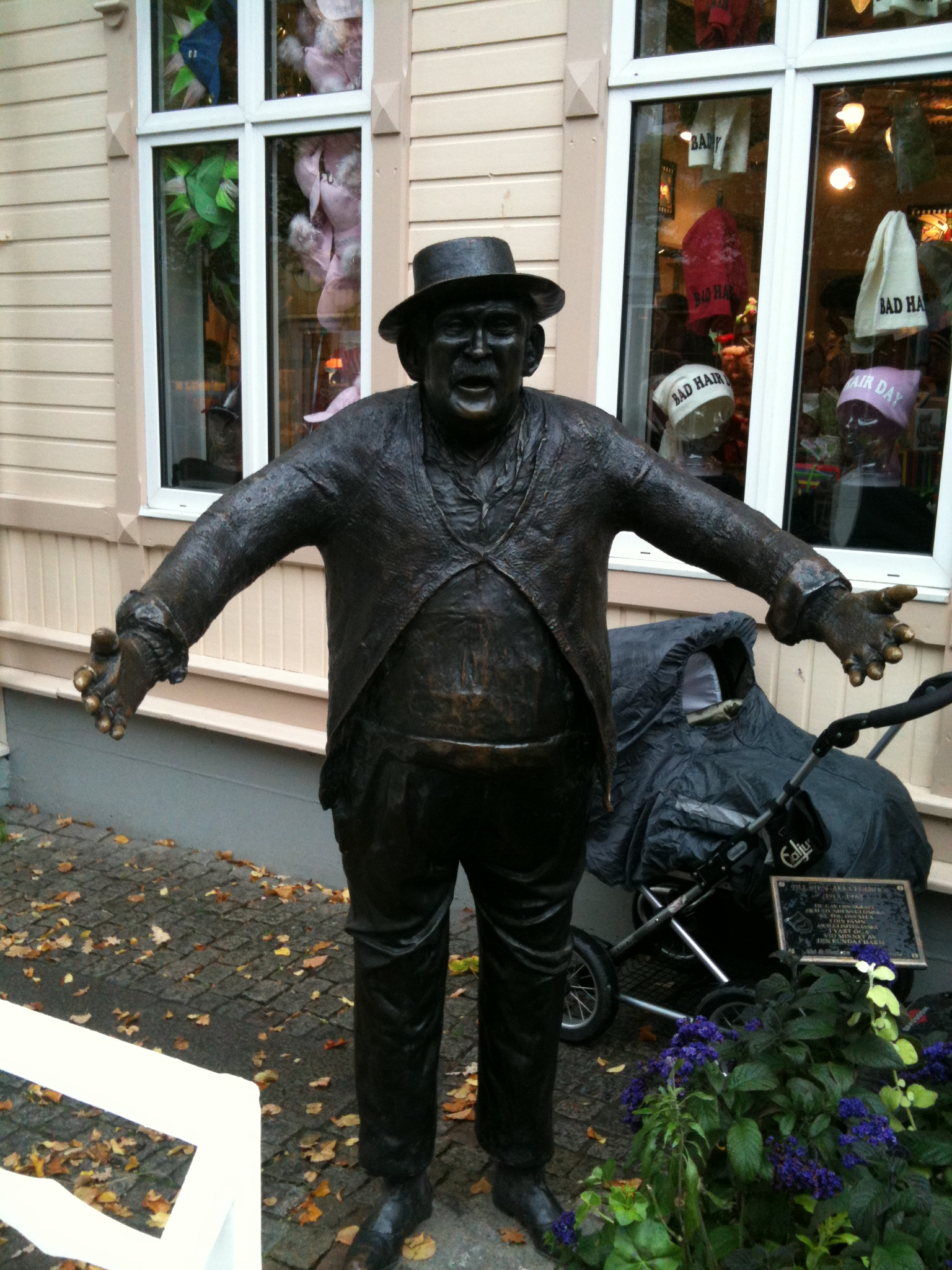
Staty föreställande Sten-Åke Cederhök på Liseberg i Göteborg.

Sten-Åke Cederhök, ursprungligen Carlsson, född 30 januari 1913 i Båraryds församling i Jönköpings län, död 14 januari 1990 i Carl Johans församling i Göteborg, var en svensk revyartist, komiker och skådespelare.

## Biografi
Cederhök föddes i Båraryds socken. Endast ett par månader gammal kom han till Göteborg och han kunde beskriva sig själv som "3 kg smålänning och 100 kg göteborgare". Cederhök debuterade i Alingsås Folkets Park 1929 i folklustspelet När Smes-Erik och Pigg-Jan fick Amerikafrämmat. År 1935 fick han arbete i Svaneholm och bosatte sig i Fritsla, där han fortsatte att sätta upp revyer på den lokala dansbanan.
I sju år arbetade Cederhök på SKF:s metallsliperi innan han så småningom hamnade som assistent, senare inspektör på Arbetsförmedlingen, där han arbetade fram till 1970. Samtidigt skrev och spelade han i otaliga revyer. Under 1940-talet drev Cederhök Hagateatern vid Järntorget i Göteborg och blev en välkänd nöjesprofil i staden.
År 1958 övertog han Veckans Revy på Liseberg, som han drev i 25 år. Cederhöks stora folkliga genombrott kom med televisionen. Han var med redan 1963 i en lördagsserie från Liseberg, han spelade målare i Blå gatan 1966, men han blev känd för hela svenska folket genom TV-serien Jubel i busken 1968. Därefter följde Låt hjärtat va me som också blev en tittarsuccé[källa behövs]. Cederhök spelade revy hos Hagge Geigert på Lisebergsteatern 1971, berättade vitsar i veckopressen, spelade polis i två filmer om Anderssonskans Kalle, medverkade i TV-serierna Ett köpmanshus i skärgården och Skärgårdsflirt.
År 1974 kom nästa TV-succé, den långlivade serien Albert & Herbert, där Cederhök och Tomas von Brömssen spelade far och son, vilka var skrothandlare i Göteborgsstadsdelen Haga. Albert & Herbert dök även upp på teaterscenen och var huvudpersoner i SVT:s adventskalender 1982. En annan milstolpe i karriären var rollen som indianhövdingen Sitting Bull i musikalen Annie get your gun i Scandinavium i Göteborg 1974. Cederhök turnerade med folklustspelet Baldevins Bröllop 1979, en pjäs som han även spelade på Lisebergsteatern 1988.
Cederhök drev Veckans Revy fram till 1982 då den lilla teaterlokalen revs för att lämna plats åt Spelhallen.
År 1985 spelade Cederhök rollen som betjänten Sganarell i Molières Don Juan på Stockholms Parkteater. Han gjorde ett gripande porträtt av en åldrad skådespelare i Bengt Bratts TV-pjäs Sista föreställningen 1986. Han medverkade i TV-serien Sparvöga 1989 och i Bo Widerbergs produktion av Ibsens Vildanden 1989.
Cederhök gjorde sitt sista framträdande på Liseberg den 20 augusti 1989 inför en publik på 18 000 personer.
Han var också en hängiven gaisare och skrev under åren flera sånger om Gais, bland annat "En Gårdapojk". När Cederhök begravdes 1990 täcktes hans kista av en stor flagga med Gais klubbmärke. Cederhöks stoft vilar på Kvastekulla griftegård i Partille.

## Filmografi
- 1966 – Blå gatan (TV-serie)
- 1968–1975 – Jubel i busken (TV-serie)
- 1969–1971 – Låt hjärtat va me (TV-serie) (TV-serie)
- 1972 – Anderssonskans Kalle
- 1972 – Skärgårdsflirt (TV-serie)
- 1973 – Ett köpmanshus i skärgården (TV-serie)
- 1973 – Anderssonskans Kalle i busform
- 1974–1979 – Albert & Herbert (TV-serie)
- 1974 – Rulle på Rullseröd (TV-serie)
- 1976 – Predikare-Lena (TV)
- 1976 – Fleksnes fataliteter (TV-serie)
- 1982 – Albert & Herberts Julkalender (TV-serie)
- 1986 – Sista föreställningen (TV-teater)
- 1988 – Enkel resa
- 1989 – Vildanden (TV-serie)
- 1989 – Sparvöga (TV-serie)

## Filmmanus
- 1982 – Alberts och Herberts jul (TV)

## Teater

### Roller
| År   | Roll         | Produktion                                                          | Regi      | Teater       |
| ---- | ------------ | ------------------------------------------------------------------- | --------- | ------------ |
| 1974 | Sitting Bull | Annie Get Your Gun Irving Berlin, Dorothy Fields och Herbert Fields | Åke Falck | Scandinavium |

## Revyer
- Veckans Revy, Liseberg 1958-1982

## DVD-utgåvor
- 2004 - Det bästa med Sten-Åke Cederhök.

Innehåll: Jubel i busken ; Sommarkvetter ; Ni får ta mig precis som jag är. Panvision.
- 2007 - Allt med Albert och Herbert.

Innehåll: Det bästa med Albert & Herbert 1-4 ; Det bästa med Albert & Herbert extramaterial ; Albert & Herberts jul. Panvision.
- 2016 - Det bästa med Cederhök.

Innehåll: Jubel i busken ; Sommarkvetter ; Ni får ta mig precis som jag är ; Bonusmaterial. Majeng Media AB

## Diskografi LP-skivor
- 1969 – Jubel i busken. Ur TV-serien "Låt hjärtat va' me'".

Sonya Hedenbratt, Sten-Åke Cederhök, Elvy Bengtsson, Rulle Lövgren, Olle Olsson, Nisse Peters & Marita Örngren.
Philips PY 842568 ; Lågprisutgåva Sonora 6394068.
- 1971 - Kal å Ada jubilerar.

Sten-Åke Cederhök och Sonya Hedenbratt. PEP Records PLP 10.001.
- 1971 – Mera Jubel i busken. Ur nya TV-serien "Låt hjärtat va' me'".

Sonya Hedenbratt, Sten-Åke Cederhök, Nisse Peters & Skyliners. Philips 6316007 ; Lågprisutgåva Sonora 6394069.
- 1973 – Jubel i busken 3. Ur tredje TV-serien.

Sonya Hedenbratt, Sten-Åke Cederhök & Nisse Peters. Philips 6316030 ; Lågprisutgåva Sonora 6394080.
- 1974 - Cederhökare. [Samlingsutgåva med återutgivningar.]

Philips 6316046 ; Lågprisutgåva Sonora 6394081.
- 1982 – Jubel i väst. Sten-Åke Cederhök 25 år på Liseberg.

Glada visor och revykupletter tillsammans med Sven Tjuslings Trio, Ronnie Hartley och Harry Persson. Philips 6362107.
- 1982 - Albert & Herbert

Sten-Åke Cederhök & Tomas Von Brömssen. Philips 6362111.
- 1983 – Sten-Åkes julkalas med Tjuslings trio. Trallar, ringlekar och snack kring granen.

Musik på väg Mpvslp 103.
- 2010 - Sten-Åke Cederhök - "Ni får ta mig precis som jag är"  Universal 06025275756-0(CD-skiva)

## Utmärkelser
Flera av Göteborgs spårvägars spårvagnar är namngivna efter kända göteborgsprofiler; M31 359 har namngivits efter Sten-Åke Cederhök. Han var hedersmedlem i GAIS och sedan 1984 hedersledamot av Göteborgs nation i Lund.